# Palaemon rosalesi
Palaemon rosalesi es un pequeño crustáceo de la familia palaemonidae que habita en agua salobre de la península de Yucatán. Nombrado en honor al biólogo mexicano Fernando Rosales Juárez.

## Descripción
La especie cuenta con un rostro de forma recta menor que la escama antenal. De 12 a 16, aproximadamente entre 13 y 14 dientes rostrales superiores con el primero o dos primeros detrás de la órbita, separados por espacios iguales entre sí y de 2 a 3 dientes inferiores.
Su espina braqnuiostegal se localiza dentro del borde del caparazón. La pleura del quinto segmento termina en ángulo recto, ligeramente redondeado, el sexto, ligeramente mayor al quinto y casi igual al telson. El margen superior lleva dos pares de espinas con el externo más chico que el interno.
Cuenta con grandes ojos, bien desarrollados. Estilocerito corto, escafocerito tres veces más largo que ancho. Dos artejos en el flagelo antenular que se encuentran unidos y de 11 a 13 libres. Palpo mandibular de res artejos.
En el primer par de apéndices, carpopodito igual al isquiopodito y dedos ligeramente más chicos que la mano. En el segundo par de apéndices, carpopodito más grande que el isquiopodito, meropodito igual que el carpopodito. Dedos ligeramente más chicos que la mano y sin dientes en el borde interno.

## Taxonomía
La especie fue descrita por primera vez en 1965 por la bióloga María Concepción Rodríguez De la Cruz en su obra Contribución al Conocimiento de los Palemónidos de México como parte del volumen I de los Anales del Instituto Nacional de Investigaciones Biológico-Pesqueras, y presentado en el Segundo Congreso Nacional de  Oceanografía en la Escuela Superior de Ciencias Marinas de la Universidad Autónoma de Baja California.
Aunque en 1993 Fenner A. Chace Jr. y A.J. Bruce la mencionaron como Species inquirenda y como macrobrachium juvenil en su obra The Caridean Shrimps (Crustacea: Decapoda) of the Albatross Philippine Expedition 1907-1910, Part 6: Superfamily Palaemonoidea, la especie se encuentra identificada y cuenta con registro en la base de datos del Registro Mundial de Especies Marinas (WORMS), así como en el Registro Interino de Géneros Marinos y No Marinos. Además, es parte de la Colección Nacional de Crustáceos del Departamento de Zoología, del Instituto de Biología de la Universidad Nacional Autónoma de México.

#### Localidad tipo
Arroyo sobre agua salobre cerca de Av. Último Paseo en el municipio de Ciudad del Carmen, Campeche. Colectado por Mauro Cárdenas F.

#### Muestras tipo
19 ejemplares hembras. El ejemplar mayor observado mide 18 mm.

#### Paratipo
Paratipo en el Museo Nacional de Washington, U.S.A.
Paratipo en el Instituto de Biología de la Universidad Nacional Autónoma de México.